# برن (تشلاو)
برن (بالفارسية: پرن) هي قرية تقع في إيران في مازندران. يقدر عدد سكانها بـ 154 نسمة بحسب إحصاء 2016.